# Stephanie Storp
Stephanie Storp (ur. 28 listopada 1968 w Brunszwiku) – niemiecka lekkoatletka specjalizująca się w pchnięciu kulą, dwukrotna uczestniczka letnich igrzysk olimpijskich (Barcelona 1992, Atlanta 1996). W czasie swojej kariery reprezentowała również Republikę Federalną Niemiec.

## Sukcesy sportowe
- trzynastokrotna medalistka mistrzostw Niemiec w pchnięciu kulą – złota (1994), ośmiokrotnie srebrna (1988, 1989, 1990, 1991, 1992, 1993, 1997, 1998) oraz czterokrotnie brązowa (1986, 1987, 1995, 1996)[1]
- dziewięciokrotna medalistka halowych mistrzostw Niemiec w pchnięciu kulą – trzykrotnie złota (1991, 1993, 1997), czterokrotnie srebrna (1986, 1987, 1989, 1990) oraz dwukrotnie brązowa (1988, 1996)[2]

| Rok  | Miasto    | Zawody                      | Konkurencja                 | Wynik                    |
| ---- | --------- | --------------------------- | --------------------------- | ------------------------ |
| 1985 | Chociebuż | Mistrzostwa Europy juniorów | pchnięcie kulą              | brązowy medal            |
| 1986 | Madryt    | Halowe mistrzostwa Europy   | pchnięcie kulą              | 7. miejsce               |
| 1986 | Ateny     | Mistrzostwa świata juniorów | pchnięcie kulą rzut dyskiem | srebrny medal 4. miejsce |
| 1987 | Liévin    | Halowe mistrzostwa Europy   | pchnięcie kulą              | 5. miejsce               |
| 1987 | Rzym      | Mistrzostwa świata          | pchnięcie kulą              | 10. miejsce              |
| 1989 | Haga      | Halowe mistrzostwa Europy   | pchnięcie kulą              | złoty medal              |
| 1989 | Budapeszt | Halowe mistrzostwa świata   | pchnięcie kulą              | 4. miejsce               |
| 1990 | Glasgow   | Halowe mistrzostwa Europy   | pchnięcie kulą              | 6. miejsce               |
| 1990 | Split     | Mistrzostwa Europy          | pchnięcie kulą              | 7. miejsce               |
| 1991 | Sewilla   | Halowe mistrzostwa świata   | pchnięcie kulą              | 4. miejsce               |
| 1991 | Tokio     | Mistrzostwa świata          | pchnięcie kulą              | 6. miejsce               |
| 1992 | Barcelona | Igrzyska olimpijskie        | pchnięcie kulą              | 7. miejsce               |
| 1993 | Toronto   | Halowe mistrzostwa świata   | pchnięcie kulą              | srebrny medal            |
| 1993 | Stuttgart | Mistrzostwa świata          | pchnięcie kulą              | 11. miejsce              |
| 1994 | Helsinki  | Mistrzostwa Europy          | pchnięcie kulą              | 4. miejsce               |
| 1995 | Göteborg  | Mistrzostwa świata          | pchnięcie kulą              | 8. miejsce               |
| 1996 | Atlanta   | Igrzyska olimpijskie        | pchnięcie kulą              | 6. miejsce               |
| 1997 | Paryż     | Halowe mistrzostwa świata   | pchnięcie kulą              | 4. miejsce               |
| 1997 | Ateny     | Mistrzostwa świata          | pchnięcie kulą              | brązowy medal            |

## Rekordy życiowe
- pchnięcie kulą – 20,34 – Wolfsburg 01/07/1990
- pchnięcie kulą (hala) – 20,30 – Haga 19/02/1989
- rzut dyskiem – 56,46 – Stuttgart 28/08/1986